# Acanthosquilla multifasciata
Acanthosquilla multifasciata is een bidsprinkhaankreeftensoort uit de familie van de Nannosquillidae. De wetenschappelijke naam van de soort is voor het eerst geldig gepubliceerd in 1895 door Wood-Mason.